# Église de l'Assomption de La Ville-aux-Bois
L'église de l'Assomption est une église située à La Ville-aux-Bois, en France.

## Localisation
L'église est située sur la commune de La Ville-aux-Bois, dans le département français de l'Aube.

## Historique
L'édifice est classé au titre des monuments historiques en 1984.